# Serapio Bwemi Magambo
Serapio Bwemi Magambo (ur. 8 maja 1928 w Kyaka, zm. 8 lutego 1995) – ugandyjski duchowny rzymskokatolicki, biskup tytularny Muzuca in Proconsulari (1969-1972).
Święcenia kapłańskie przyjął 15 grudnia 1957 roku.
26 czerwca 1969 został mianowany biskupem pomocniczym Fort Portal, otrzymując jednocześnie stolicę tytularną Muzuca in Proconsulari.
Sakrę biskupią otrzymał 1 sierpnia 1969 z rąk papieża Pawła VI, późniejszego świętego.
Po rezygnacji biskupa Vincenta J. McCauleya w 1972 został biskupem Fort Portal, godność tę piastował przez 19 lat do 1991, kiedy to przeszedł na emeryturę.
Zmarł 8 lutego 1995 roku.